# Groutiella undosa
Groutiella undosa là một loài Rêu trong họ Orthotrichaceae. Loài này được (Cardot) H.A. Crum & Steere mô tả khoa học đầu tiên năm 1950.